# Geranomyia communis
Geranomyia communis är en tvåvingeart som beskrevs av Osten Sacken 1860. Geranomyia communis ingår i släktet Geranomyia och familjen småharkrankar. Inga underarter finns listade i Catalogue of Life.